# Gösta Ekman (sénior)
Gösta Ekman sénior (Estocolmo; 28 de diciembre de 1890 -Estocolmo, 12 de enero de 1938) fue un actor y payaso sueco. 
Era abuelo de Gösta Ekman (junior) y padre de Hasse Ekman. 

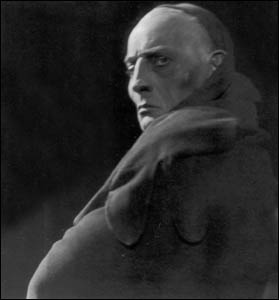
Ekman en la obra Bödeln (El verdugo) de Pär Lagerkvist en el Vasateatern de Estocolmo (1934).

## Filmografía
- 1936 - Intermezzo
- 1936 - Kungen kommer
- 1935 - Swedenhielms
- 1933 - Kanske en diktare
- 1933 - Kära släkten
- 1933 - Två man om en änka
- 1930 - Mach' mir die Welt zum Paradies
- 1930 - För hennes skull
- 1928 - Gustaf Wasa
- 1928 - Revolutionschochzeit
- 1927 - En perfekt gentleman
- 1926 - Klovnen
- 1926 - Faust
- 1925 - Karl XII
- 1922 - Vem dömer
- 1920 - Gyurkovicsarna
- 1918 - Mästerkatten i stövlar